# 瓜達奧爾圖納河
瓜達奧爾圖納河（西班牙語：Río Guadahortuna）是西班牙的河流，位於瓜達幾維河流域，流經格拉納達省，是瓜爾達爾河的左支流，河道全長60公里，集水區面積478平方公里。